# نوروزلو (مياندوآب)
نوروزلو هي قرية في مقاطعة مياندوآب، إيران. يقدر عدد سكانها بـ 742 نسمة بحسب إحصاء 2016.